# Alte Schule (Reichenbach)

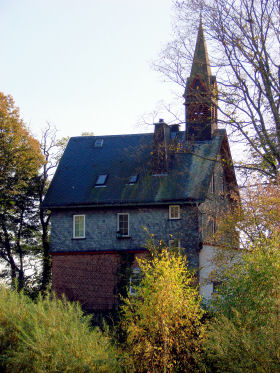
Alte Schule (von Norden)

Die Alte Schule ist das Gebäude der ehemaligen Dorfschule von Reichenbach im Taunus. Der Bau wurde im Jahr 1902 auf dem so genannten Backesberg, einem nach drei Seiten freien Felssporn am östlichen Rand des Dorfes errichtet. Bis 1968 diente das Haus für Unterrichtszwecke. Heute wird es als Wohnhaus genutzt. Das denkmalgeschützte Gebäude hat die Adresse Schulbergstraße 9.

## Geschichte
Eine Schule ist in Reichenbach erstmals im Jahr 1604 nachgewiesen, die jedoch während des Dreißigjährigen Krieges geschlossen wurde. Im Jahr 1692 wurde eine neue Schule gegründet und für sie 1721 ein neues Gebäude errichtet. Im Jahr 1902 entschloss man sich zu einem weiteren Neubau.
Als Standort diente der Backesberg. Hier hatte etwa seit der Zeit zwischen 1300 und der Mitte des 15. Jahrhunderts eine kleine Kapelle gestanden, die vermutlich im 18. Jahrhundert abgebrochen wurde.

## Beschreibung
Die Schule ist ein zweigeschossiger Satteldachbau. Im massiv gemauerten Erdgeschoss mit hohen Segmentbogenfenstern befand sich der Klassenraum der Schule. Ihm aufgesetzt ist das ursprünglich in Sichtfachwerk ausgeführte Obergeschoss, das die Lehrerwohnung beherbergte. 1927 wurde das gesamte Obergeschoss mit Schiefer verkleidet. An der Westseite befindet sich ein mit einem neugotischen Spitzhelm abschließender Dachreiter. Er steht in deutlichem Sichtbezug zum Turm der Evangelischen Kirche am südlichen Rand des Dorfes. Ein neuer Anbau befindet sich auf der Ostseite des Gebäudes. Auf demselben Gelände befindet sich ein ehemaliger Feuerwehrgeräteschuppen und Nebengebäude, erstellt aus Fachwerk mit Backsteinausfachung. 